# Trực thăng vận

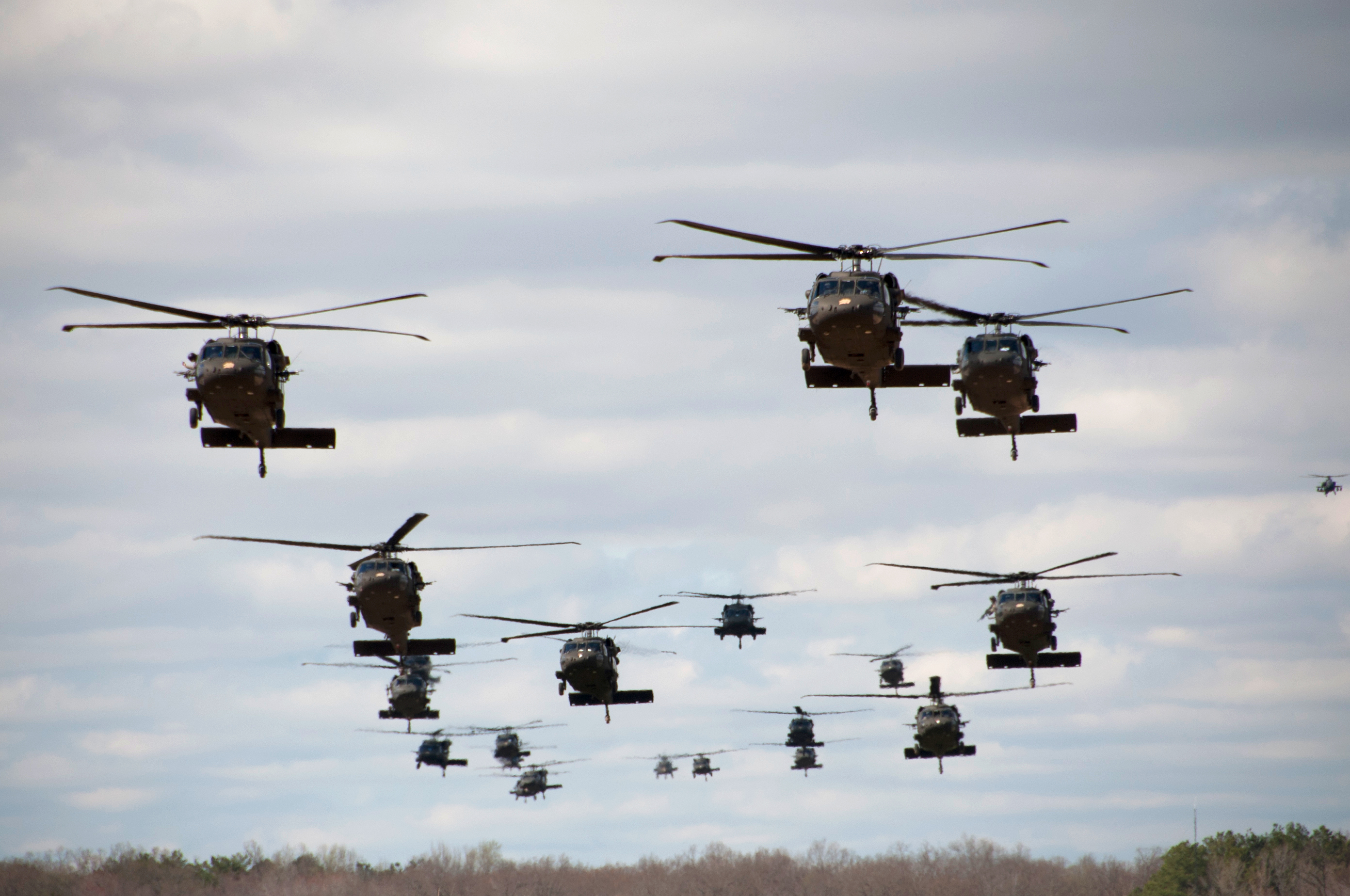
UH-60 Black Hawk, đang vận chuyển quân đội trong một cuộc tập trận tấn công trên không.

Trực thăng vận (tiếng Anh: air assault, n.đ. 'đột kích đường không') là hoạt động tấn công của các lực lượng vũ trang tác chiến dựa vào máy bay lên thẳng - như trực thăng - nhằm chiếm và đóng giữ các cứ điểm của đối phương, hoặc trực tiếp đánh và tiêu diệt lực lượng của kẻ thù ở sau tiền tuyến. Ngoài chiến thuật bộ binh, các đơn vị tấn công đường không còn được huấn luyện những kỹ năng cơ bản như đu dây, trượt dây, nhảy dù. Trang bị và vũ khí của các đơn vị này thường được thiết kế hoặc tu chỉnh lại để có thể hoạt động hoặc vận chuyển dễ dàng hơn trong máy bay.
Theo sách hướng dẫn của Lục quân Hoa Kỳ FM 1-02 (FM 101-5-1), một "chiến dịch trực thăng vận" được mô tả là một chiến dịch mà trong đó, một hay nhiều lực lượng quân sự (bao gồm lực lượng chiến đấu, hỗ trợ chiến đấu, và hậu cần) sử dụng hoả lực và sự di động của các đơn vị trực thăng dưới sự kiểm soát của các chỉ huy đơn vị mặt đất hoặc trên không nhằm tấn công và tiêu diệt địch hay chiếm và giữ các cứ điểm quan trọng, thường nằm sau chiến tuyến của địch.
Vì trực thăng thường có giới hạn về tải trọng, cho nên các lực lượng tiến công đường không thường là bộ binh hạng nhẹ. Tuy nhiên, một số các phương tiện bọc thép, như BMD-1 của Nga được thiết kế có tải trọng nhẹ và kích thước nhỏ để có thể được vận chuyển bởi phần lớn các trực thăng hạng nặng. Điều này cho phép các đơn vị tiến công đường không có thể được cơ giới hoá và phần nào bổ sung thêm hoả lực.
Trong chiến thuật trực thăng vận, binh lính luôn luôn phụ thuộc nhiều vào hoả lực của các đơn vị trực thăng chiến đấu hay các máy bay chiến đấu.
Trong chiến tranh Việt Nam, chiến thuật này còn được Quân Giải phóng miền Nam Việt Nam gọi là "chiến thuật kỵ binh bay" (tiếng Anh: air cavalry), hay chiến thuật "nhảy cóc". Càng về sau, chiến thuật này càng mất dần hiệu quả bởi các quân Giải phóng dần tìm cách thích nghi và họ cũng dần được trang bị các loại vũ khí phòng không mạnh hơn, khiến số lượng trực thăng Mỹ bị bắn rơi ngày càng tăng.

## Lịch sử

### Chiến tranh Algeria
Việc sử dụng máy bay trực thăng vũ trang kết hợp với vận chuyển trực thăng trong Chiến tranh Algeria cho Quân đội Pháp để thả quân vào lãnh thổ của kẻ thù đã sinh ra chiến thuật chiến tranh bằng máy bay tiếp tục cho đến ngày hôm nay.
Các cỗ máy của Hàng không ánh sáng quân đội Pháp đã thực hiện một số lượng đáng kể các nhiệm vụ chống lại quân nổi dậy Algeria từ năm 1955, khi  Groupe d'Hélicoptères  số 2 (GH 2) được tạo ra và 1962 khi Pháp đế chế ở Algeria cuối cùng đã kết thúc. GH 2 có trụ sở tại sétif - Aïn Arnat ở phía đông đất nước, và nó được trang bị chủ yếu là máy móc để thực hiện các nhiệm vụ vận tải, mặc dù Vertol H-21C sẽ sớm gia nhập đơn vị lo ngại về việc thiếu máy móc có thể tự bảo vệ và thực hiện các nhiệm vụ tấn công chống lại quân nổi dậy. Có được những cỗ máy này nằm trong tay của người được cấp phép Piasecki do nhu cầu cấp thiết của Pháp phải có chúng vì lý do hoàn cảnh. Thông thường, H-21 có thể mang theo tối đa 18 binh sĩ, nhưng điều kiện hoạt động tại địa phương (cũng như khí hậu) cho thấy các ví dụ của quân đội Pháp chỉ có thể mang theo tối đa khoảng 12 quân. Trong hai năm, GH 2 đã nhận được phần lớn số lượng H-21 được ALAT mua lại, bao gồm năm phi đội vào cuối năm 1958. Một phi đội thứ sáu từ quân đội không quân hải quân Pháp,  Aéronautique navale , đã hoạt động với GH 2 ít hơn một năm.
Từ năm 1955 đến 1962, GH 2 đã tham gia vào các trận đánh lớn, xảy ra gần biên giới giữa Algeria và Tunisia, bao gồm trận chiến Souk-Ahras vào tháng 4 năm 1958. Các máy bay trực thăng, bao gồm các loại như H-21, Alouette II, Sikorsky H-19 và Sikorsky H-34, cùng nhau tổng hợp hơn 190.000 giờ bay ở Algeria (hơn 87.000 cho H-21 một mình) và giúp sơ tán hơn 20.000 chiến binh Pháp khỏi khu vực chiến đấu, bao gồm gần 2.200 vào ban đêm. Vào thời điểm chiến tranh ở Algeria kết thúc, tám sĩ quan và 23 hạ sĩ quan từ ALAT đã chết trong quá trình thực hiện nhiệm vụ của họ.

### Chiến tranh Việt Nam

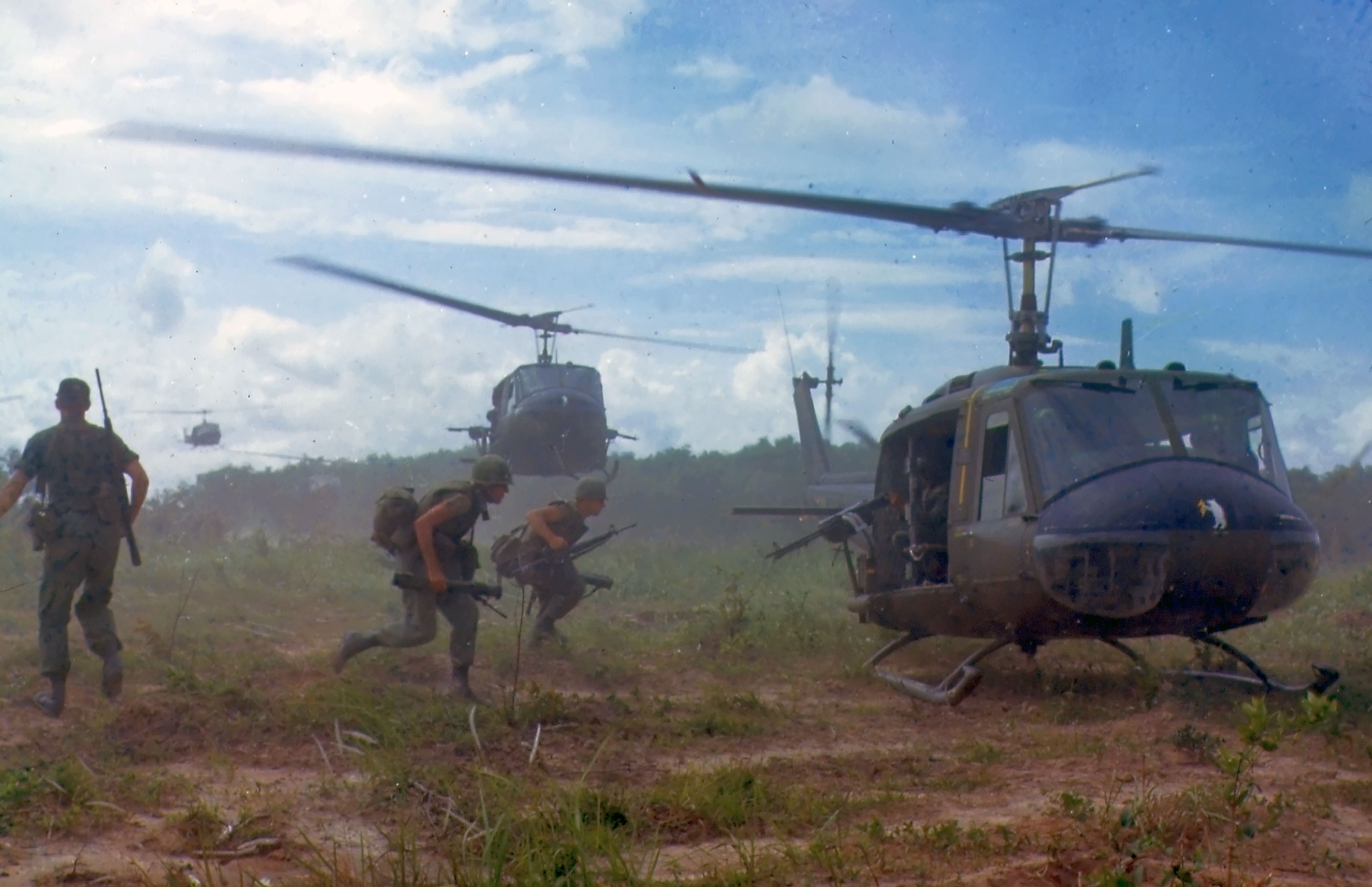
Trực thăng vận tấn công cuộc chiến tranh Việt Nam.

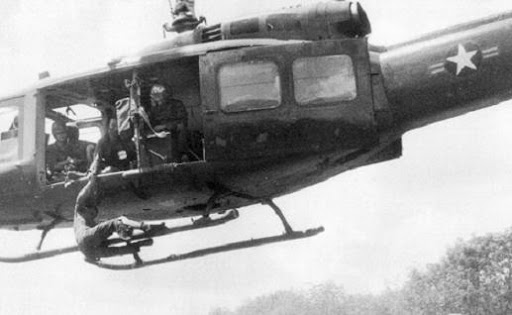
Một binh sĩ đang cố gắng đu bám trên càng một chiếc trực thăng UH-1 để di tản

#### Nguyên nhân
Cuộc chiến tranh Việt Nam trong giai đoạn đầu (1955-1960) nổi bật chủ yếu bởi hình thái chiến tranh du kích. Quân Giải phóng thường tấn công theo nhóm nhỏ lẻ sau đó rút lui rất nhanh trước khi quân đội Mỹ - Sài Gòn có thể phản ứng. Nhiều khu vực địa hình khó triển khai xe quân sự, lầy lội vào mùa mưa, nhiều cuộc chạm trán với quân Giải phóng diễn ra trong những khu rừng rậm.
Vì vậy, đòi hỏi một lực lượng tấn công nhanh, cơ động là nhu cầu bức thiết của quân đội Mỹ - Sài Gòn để có thể chống lại chiến tranh du kích và nhanh chóng bình định, kiểm soát lãnh thổ.

#### Quá trình hình thành
Chiến thuật trực thăng vận được sử dụng lần đầu bởi Biệt đội 57 của quân Mỹ. Ngày 5 tháng 7 năm 1961, tại căn cứ không quân Kadena đặt trên đảo Okinawa theo đề xuất của Phái bộ cố vấn quân sự Mỹ (MACV) tại miền Nam Việt Nam, quân đội Mỹ đã thành lập "Biệt đội 57 vận tải chiến thuật" với 15 máy bay trực thăng UH-1A. Quan điểm "nhanh chóng phát triển hình thái tác chiến bằng trực thăng" của Paul D. Harkins được sự ủng hộ nhiệt liệt của tướng William Childs Westmoreland.
Đến tháng 8-1964, Westmoreland thay Paul D. Harkins, trở thành Tư lệnh MACV, quân hàm Đại tướng. Trong một báo cáo gửi Bộ Quốc phòng Mỹ, Paul D. Harkins nhận định địa hình miền Nam Việt Nam và những hình thức mà Quân Giải phóng tiến hành chiến tranh du kích, hoàn toàn phù hợp với chiến thuật trực thăng vận, ông đề xuất Lầu Năm Góc chấp thuận cho thành lập một đơn vị thí điểm chiến thuật này.
Biệt đội 57 ra đời, trang bị loại UH-1A Iroquois, bay lần đầu vào tháng 3-1960. Được trang bị một động cơ piston công suất 670 mã lực, tốc độ tối đa 198 km/giờ, bay cao tối đa 3.600 mét, hoạt động trong phạm vi 450 km, UH-1A có thể chở được 10 lính. Quân đội Mỹ xây dựng một phương án chuẩn trong việc sử dụng máy bay UH-1A phục vụ chiến thuật "trực thăng vận": mỗi phi vụ đổ quân có 1 trực thăng chỉ huy và tùy theo số lượng binh lính tham gia, có thể có từ 10 đến 50 chiếc UH-1A chở lính, 5 hoặc 15 trực thăng vũ trang UH-1A bay theo yểm trợ. Ngoài ra còn có vài chiếc UH khác làm nhiệm vụ cấp cứu, tải thương. Đến năm 1964, quân Mỹ được bổ sung thêm loại UH-1B rồi sau đó là UH-1D, mỗi chiếc chở được 12 lính hoặc 6 cáng cứu thương, tốc độ bay tăng lên 215 km/giờ. Từ đó cho đến giữa năm 1972, vào những lúc cao điểm, có hơn 3.900 trực thăng Mỹ hoạt động ở chiến trường Việt Nam, 2/3 trong số đó là UH-1B và UH-1D..

#### Ưu điểm

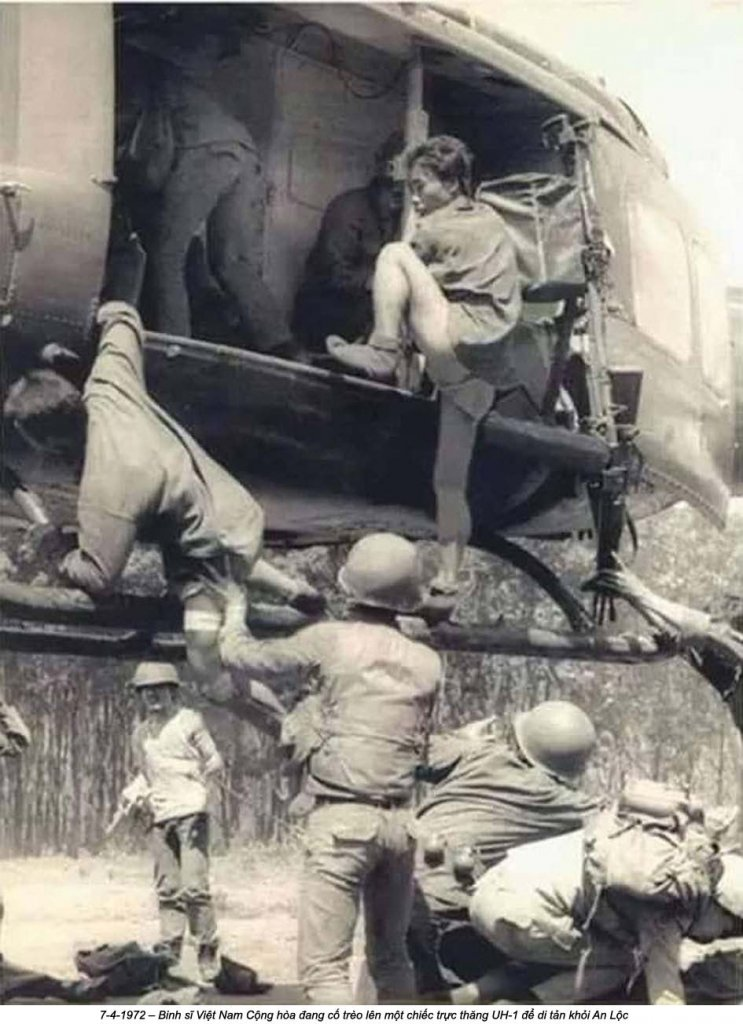
Binh lính đang cố gắng đu bám vào càng một chiếc trực thăng UH-1 để di tản

Chiến thuật này có thể đưa binh lính đến những vùng giao chiến với tốc độ tới trên 200 km/h, di chuyển linh hoạt theo các hướng mà không bị địa hình đồi núi cản trở. Trực thăng có thể bất ngờ đổ quân bủa vây, gây bất ngờ cho quân đối phương, đồng thời tấn công các mục tiêu trên mặt đất và yểm trợ các loại trực thăng vận tải khác.
Một khả năng khác của trực thăng là vận chuyển nhanh binh lính bị thương về bệnh viện, cung ứng đạn dược, hậu cần khi chiến sự kéo dài, cũng như có thể đưa quân rút lui nhanh. Nhờ có trực thăng nên tốc độ đưa thương binh về bệnh viện nhanh hơn nhiều, tỷ lệ tử vong của thương binh Mỹ đã giảm gần một nửa so với thời chiến tranh Triều Tiên 1950-1953.
"Chiến thắng ở tỉnh Hậu Nghĩa (nay là hai huyện Đức Hòa Đức Huệ, tỉnh Long An) là một điển hình cho sự thành công của việc vận chuyển binh lính bằng máy bay trực thăng. Việt Cộng chỉ có hai bàn chân, họ không thể chạy nhanh nên cần thiết phải mau chóng phát triển hình thái tác chiến ấy" - Đại tướng Paul D. Harkins nói trước một cuộc họp tổ chức vào tháng 6-1961 ở Sài Gòn.

#### Danh sách trận đánh
- Trận Ấp Bắc[6]
- Trận Bình Giã
- Trận An Lão
- Trận Ba Gia
- Trận Đồng Xoài
- Trận Ia Đrăng

#### Thiệt hại
Sau thời gian đầu, Quân giải phóng Việt Nam dần phát triển những kinh nghiệm chiến thuật mới nhằm đánh bại chiến thuật trực thăng vận của Mỹ.
Trực thăng tuy nhanh nhưng khi bay phát ra tiếng ồn khá lớn nên không đảm bảo tính bí mật, quân Giải phòng thường dựa vào âm thanh để phán đoán từ sớm hướng bay của trực thăng, sau đó sẽ chuẩn bị đối phó (nếu lực lượng ít thì phân tán ẩn nấp khiến trực thăng không tìm được, nếu lực lượng đủ mạnh thì có thể chuẩn bị đánh trả ngay khi trực thăng địch sà thấp hoặc hạ cánh)
Trong trận Ấp Bắc diễn ra vào ngày 2/1/1963, quân giải phóng Việt Nam đã dùng chiến thuật phục kích chờ trực thăng tới gần mới nổ súng, và đã bắn rơi 5 máy bay UH-1 chỉ bằng súng trường và súng máy 7,62mm. Đây là thất bại lớn đầu tiên của chiến thuật trực thăng vận.
Quân Việt Nam thường dùng chiến thuật ẩn nấp dưới hầm hoặc tán cây, đợi trực thăng Mỹ sà thấp tìm mục tiêu hoặc đổ quân thì sẽ nổ súng bắn trực thăng. Các trọng liên phòng không DShK 12,7mm và KPV 14,5mm là một mối nguy hiểm lớn với trực thăng Mỹ, bởi đây là loại vũ khí gọn nhẹ, rẻ tiền và dễ ngụy trang, thích hợp với chiến thuật phục kích mà các đơn vị phòng không Việt Nam thường sử dụng. Ví dụ như ngày 13/9/1968, Đại đội 18 với 2 khẩu DShK và 40 viên đạn đã bắn rơi tại chỗ 2 chiếc trực thăng UH-1, trong đó 1 chiếc đang chở ban chỉ huy Mỹ, giết chết thiếu tướng Mỹ Keith Lincoln Ware (Tư lệnh Sư đoàn 1 "Anh Cả Đỏ" của Mỹ) Đặc biệt trong Chiến dịch Đường 9 - Nam Lào năm 1971, hàng trăm súng máy phòng không 12,7mm được quân Việt Nam ngụy trang để phục kích các trực thăng UH-1 tại bãi đổ quân. Trong chiến dịch này, 168 trực thăng Mỹ đã bị phá hủy và 618 chiếc khác bị bắn hỏng, trong đó phần lớn là trực thăng UH-1. Đây là thất bại nặng nề của chiến thuật trực thăng vận, cho thấy chiến thuật này đã không còn hiệu quả khi mà lực lượng phòng không của quân Việt Nam ngày càng có nhiều kinh nghiệm và vũ khí để bắn hạ trực thăng.
Từ năm 1972, tên lửa vác vai 9K32 Strela-2 được trang bị cho Quân đội Nhân dân Việt Nam và được gọi với cái tên A-72. Tên lửa Strela 2 với đặc điểm gọn nhẹ, dễ cơ động, khả năng sát thương cao đã trở thành hiểm họa của máy bay tầm thấp của Mỹ, đặc biệt là máy bay trực thăng. Theo thống kê của Nga, đã có 589 quả SA-7 được phóng tại Việt Nam trong giai đoạn 1972-1975, trong đó 204 quả đã bắn trúng đích (tỷ lệ trúng đích 29,5%) Sự xuất hiện của A-72 đã gây một áp lực tâm lý nặng nề cho phi công Mỹ, nhất là phi công trực thăng. Tại miền Nam trước năm 1972, quân Việt Nam chỉ có thể bắn máy bay Mỹ bằng súng máy, phi công Mỹ chỉ cần bay cao hơn 800 mét là khá an toàn. Chỉ những lúc trực thăng Mỹ bay thấp thì mới dễ bị bắn, nhưng trực thăng bị trúng một vài phát đạn súng máy thì cũng chưa chắc đã rơi, và nếu có rơi thì phi công Mỹ vẫn có tỷ lệ sống sót khá cao. Nhưng khi tên lửa A-72 xuất hiện thì tình thế khác hẳn: A-72 có thể bắn trúng mục tiêu ở độ cao tới 2.300 mét (tức là có thể bắn tới đa số trực thăng thời đó), và chỉ cần 1 quả đánh trúng trực thăng thì sức nổ của nó sẽ ngay lập tức giết chết phi công hoặc khiến trực thăng bốc cháy dữ dội, khiến tỷ lệ sống sót của phi công là rất thấp. Theo 1 thống kê đối với 9 trực thăng Mỹ trúng tên lửa vào năm 1972, chỉ có 2 tổ phi công (lái loại AH-1 Cobra) là may mắn thoát chết.
Trung úy Kennmore, phi công trực thăng thuộc Sư đoàn Kỵ binh không vận số 1 kể: "Những chuyến bay lên vùng ba biên giới Việt Nam, Campuchia, Lào rất kinh hoàng. Đối phương lúc này ngoài súng phòng không 12,7mm thì họ còn có tên lửa vác vai. Để tránh hỏa lực của họ, chúng tôi thường phải bay thật cao nhưng lúc xuống, trực thăng không thể xuống nhanh như những loại máy bay khác, và thế là dính đạn. Có lần hạ cánh ở sân bay Pleiku, tôi đếm được 14 vết đạn trên thân máy bay, may mà không trúng những bộ phận hiểm yếu...".
Theo thống kê của "Hội Phi công trực thăng Mỹ ở Việt Nam - Vietnam Helicopter Pilots Association":
- Quân đội Mỹ huy động khoảng 12.000 máy bay trực thăng phục vụ trong Chiến tranh Việt Nam, trong số đó 5.607 chiếc bị bắn rơi hoặc phá hủy, tỷ lệ tổn thất lên tới 47%. Tổng số phi công trực thăng Mỹ thiệt mạng Mỹ trong chiến tranh Việt Nam là 2.165, cùng với số thành viên phi hành đoàn thiệt mạng là 2.712[10].
- Trong số trực thăng Mỹ huy động, nhiều nhất là UH-1. Đã có ít nhất 6.994 chiếc UH-1 tham chiến, chiếm 59,3% tổng số các loại trực thăng được Mỹ sử dụng trong chiến tranh. 3.305 chiếc UH-1 - nghĩa là gần một nửa, bị bắn rơi hoặc bị phá hủy vì những trận pháo kích, tập kích.[11] 1.151 phi công và 1.231 thành viên phi hành đoàn đã thiệt mạng khi bay trên loại UH-1[10]

Ngoài ra, 1.076 chiếc trực thăng (bao gồm 914 chiếc UH-1) được viện trợ cho không quân Sài Gòn, chiếm hơn 38% tổng số máy bay Mỹ viện trợ, và hầu hết đã bị bắn rơi, phá hủy hoặc bị thu giữ.
Tổng cộng trong chiến tranh ở Việt Nam, đã có hơn 5.600 trực thăng trong biên chế quân đội Mỹ và hơn 1.000 trực thăng trong biên chế quân đội Sài Gòn (toàn bộ là do Mỹ cung cấp) đã bị bắn rơi, phá hủy hoặc bị thu giữ, tổng cộng là hơn 6.600 trực thăng các loại.